# Antiora subfulva
Antiora subfulva är en fjärilsart som beskrevs av Walker 1856. Antiora subfulva ingår i släktet Antiora och familjen tandspinnare. Inga underarter finns listade i Catalogue of Life.